# لويس-فيليب بيليتييه
لويس-فيليب بيليتييه هو محامي وقاضي وسياسي كندي، ولد في 1 فبراير 1857 في Trois-Pistoles ‏ في كندا، وتوفي في 8 فبراير 1921 في مدينة كيبك في كندا. نشط حزبياً في حزب كندا المحافظ. وقد انتخب عضو الجمعية الوطنية في كيبك ‏ وانتخب عضو مجلس العموم الكندي.